# The Birds and the Bees
The Birds and the Bees is een Amerikaanse filmkomedie uit 1956 onder regie van Norman Taurog. Destijds werd de film in Nederland uitgebracht onder de titel Handen thuis alstublieft.

## Verhaal
De naïeve rijkeluiszoon George Hamilton keert terug naar Connecticut na afloop van een expeditie in Belgisch-Congo. Aan boord van een luxeschip maakt hij kennis met de oplichtster Jean Harris. Met de hulp van haar vader ontfutselt ze een klein fortuin van hem bij het kaarten. Als Jean later verliefd wordt op George, krijgt ze spijt van haar misdaad.

## Rolverdeling
| Acteur            | Personage            |
| ----------------- | -------------------- |
| George Gobel      | George Hamilton II   |
| Mitzi Gaynor      | Jean Harris          |
| David Niven       | Patrick Henry Harris |
| Reginald Gardiner | Gerald               |
| Fred Clark        | Horace Hamilton      |
| Harry Bellaver    | Marty Kennedy        |
| Hans Conried      | Jacques de Montaigne |
| Margery Maude     | Mevrouw Hamilton     |
| Clinton Sundberg  | Purser               |
| Milton Frome      | Huisknecht           |
| Rex Evans         | Burrows              |
| King Donovan      | Ober                 |
| Mary Treen        | Mevrouw Burnside     |
| Charles Lane      | Charlie Jenkins      |
| Bartlett Robinson | Gast                 |
| Douglas Evans     | Gast                 |
| Barry Bernard     | Gast                 |
| Kathryn Card      | Gast                 |